# ATARU
《ATARU》，是2012年TBS的電視劇，由中居正廣主演，初回延長20分（21:00 - 22:14）。

## 概要
一名罹患學者症候群的特殊能力自閉兒又真實身份不明的青年－ATARU常在事件現場中協助警察破案，隨著劇情後續發展ATARU的真實的悲慘童年也揭曉。
由曾編劇過《相棒》及《科搜研之女》櫻井武晴出任。中居正廣主演2001年《白影》、2004年《砂之器》及2009年《結婚萬歲》後再度擔任主演。

## 登場人物

### 主要人物
- ATARU（豬口在） - 中居正廣、藤本飛龍（童年）（香港配音：葉振聲、陳卓智（特別篇）、陳琴雲（童年））

又名冒失鬼（チョコザイ）。是一名患有學者症候群（Savant Syndrome）的自閉症青年，擁有過人的記憶力及超強的理解力，並且精通各國語言。
- 澤俊一 - 北村一輝（香港配音：陳欣）

警視廳捜査一課第四強行犯第12係澤班警部補主任。
- 蛯名舞子 - 栗山千明（香港配音：曾秀清、劉惠雲（特別篇））

澤班巡查部長。曾在澤的推薦下進入搜查一課，是一位美女刑警。
- 蛯名昇 - 玉森裕太（香港配音：周良鴻→胡家豪）

舞子的弟弟。醫大生、高校時代曾組了樂團。
- 石川唯 - 光宗薰（前AKB48）（香港配音：余欣沛→張頌欣）

鑑識課・機動鑑識係。

### 蛯名家
- 蛯名達夫 - 利重剛（香港配音：朱子聰）

舞子和昇的父親。
- 蛯名真理子 - 奥貫薫（香港配音：沈小蘭）

舞子和昇的母親。15年前自殺身亡。（完結篇中，經過調查後證實為病發身亡）

### 警視廳
- 中津川洋治 - 嶋田久作（香港配音：招世亮）

第四強行犯第12係係長。
- 渥見怜志 - 田中哲司（香港配音：古明華→李錦綸）

鑑識課・科搜研連絡係。
- 野崎蓮生 - 千原靖史（香港配音：蕭徽勇）

澤班警部補。
- 犬飼甲子郎 - 中村靖日（香港配音：麥皓豐）
- 松島光輝 - 庄野崎謙（香港配音：何承駿→關令翹）

澤班巡査部長。
- 黒木永正 - 中村昌也（香港配音：周倚天）

澤班巡査部長。
- 玉倉孝 - 三好博道（香港配音：張錦江）

澤班巡査部長。
- 安孫子智 - 菅原大吉（香港配音：盧國權）

生活安全課係長。
- 水野流美 - 島崎遥香（AKB48）（特別篇）（香港配音：羅孔柔）

鑑識課・機動鑑識係。

### ATARU的關係者
- 賴利井上 - 村上弘明（香港配音：潘文柏、陳廷軒（特別篇））

FBI 附屬組織 SPB 的成員，ATARU的訓練者，視ATARU如兒子一般。
- 猪口誠  - 市村正親（香港配音：黃子敬）

ATARU的父親，「猪口醫院」的醫生。
- 豬口百合子 - 原日出子（香港配音：雷碧娜）

ATARU的母親。
- 豬口介 - 岡田將生（香港配音：張裕東、凌晞（童年））

ATARU的弟弟。

### 各集人物

#### 第1集
- 齊木郁 - 板谷由夏（香港配音：黃玉娟）
- 20MART店員 - 蘿拉（香港配音：成瑤孆）
- 20MART店長 - 俵木藤汰（香港配音：馮錦堂）
- ROLLY - 本人飾演（第6集）（香港配音：雷霆）
- 齊木靖男 - 池田新（香港配音：蕭徽勇）

#### 第2集
- 早乙女隆 - 神尾佑（香港配音：雷霆）
- 早乙女信子 - 坂井真紀（香港配音：朱妙蘭）
- 莊田美咲 - 陽月華（香港配音：黃玉娟）
- 增本治 - 金山一彥（香港配音：陳曙光）
- 增本三枝 - 齊藤玲（香港配音：雷碧娜）

#### 第3集
- 弓削啓子 - 高橋瞳（香港配音：曾佩儀）
- 弓削拓海 - 浅利陽介（香港配音：曹啟謙）
- 坂巻譲 - 累央（香港配音：黃子敬）
- 小嶋裕子 - 高橋愛（香港配音：陳琴雲）
- 弓削勝則 - 矢嶋俊作（香港配音：陳曙光）

#### 第4集
- 三和篤裕 - 阿南健治（香港配音：招世亮）
- 笹井英子 - 安藤櫻（香港配音：何璐怡）
- 鈴原理子 - 木村文乃（香港配音：陳琴雲）
- 公原卓郎 - 平岡祐太（第10集）（香港配音：梁偉德）
- 橋田透 - 永岡佑（香港配音：伍博民）

#### 第5集
- 桂井真登香 - 臼田麻美（香港配音：林元春）
- 淺尾茂樹 - 岡田義德（香港配音：張錦江）
- 植松秀高 - 小島康志（香港配音：盧國權）
- 鎌田新一 - 清水一希（香港配音：梁偉德）
- 大島香 - 岩田小百合（香港配音：成瑤孆）
- 仲 - 千代將太（香港配音：張裕東）
- 門倉松雄 - 遠藤憲一（香港配音：朱子聰）
- 北見光治 - 東根作壽英（香港配音：麥皓豐）
- 井下田悅四郎 - 池田鐵洋（香港配音：古明華）

#### 第6集
- 水瀨咲繪 - 寺島咲、石井萌萌果（童年）（香港配音：林元春）
- 石嶺勝男 - 花王收（香港配音：陳曙光）
- 東太一 - 石田卓也（香港配音：關令翹）
- 長岡滿 - 布施紀行（香港配音：張裕東）
- 被綁架的女子 - 新川優愛（香港配音：何璐怡）

#### 第7集
- 福留吉昭 - 升毅（香港配音：陳永信）
- 和田拓馬 - 神保悟志（香港配音：張錦江）
- 柏原由美 - ICONIQ（香港配音：成瑤孆）
- 味谷恭一郎 - 渡洋史（香港配音：朱子聰）

#### 第8集
- 川久保良太 - 渡部豪太（香港配音：梁偉德）
- 葉夏美 - 福田彩乃（香港配音：黃淑芬）
- 川久保庄司 - 岡山一（香港配音：陳永信）
- 日村將人 - 須藤公一（香港配音：蕭徽勇）
- 日村梅乃 - 松本純（香港配音：林丹鳳）
- 伊藤稔 - 坂本真（香港配音：伍博民）

#### 第9集
- 村井今日子 - 森脇英理子（香港配音：謝潔貞）
- 村井朗 - 黒澤宏貴（香港配音：伍秀霞）

#### 第10集
- 小暮綾香 / 桃香 - 安倍夏美（香港配音：陳皓宜）
- 森洋一 - 西興一朗（香港配音：黃啟昌）
- 寶井真美 - 広澤草（香港配音：陳琴雲）

#### 第11集
- 寶石店店主 - 塔摩利（香港配音：陳曙光）

#### 特別篇
- Alessandro Carolina Madoka - 堀北真希、內田愛（童年）（香港配音：鄭麗麗）
- 南保 - 井出卓也（香港配音：李致林）
- 下川由美 - 竹富聖花（香港配音：陳皓宜）
- 笹井純子 - 佐津川愛美（香港配音：何寶珊）
- 內田智子 - 渡邊舞（香港配音：林芷筠）
- 時田次郎 - 渡邊大知（香港配音：曹啟謙）

## 製作團隊
- 腳本 - 櫻井武晴
- 音樂 -  河野伸、盧炯羽（Noh Hyung-woo）
- 音樂監修 - 志田博英
- 醫療監修 - 西脇俊二
- 看護監修 - 依田茂樹
- 製作人 - 植田博樹、韓哲
- 導演 - 木村尚、吉田健、韓哲
- 製作 - TBS電視台

## 收視率
| 話數                                                    | 播放日期      | 原文副標題 | 中文副標題                                                            | 導演              | 收視率 |
| ------------------------------------------------------- | ------------- | ---------- | --------------------------------------------------------------------- | ----------------- | ------ |
| CASE 01（MISSION01）                                    | 2012年4月15日 |            | 從謎樣青年而來的呢喃殺人事件關鍵字! 世界第一位新鮮神秘人物登場        | 木村ひさし        | 19.9%  |
| CASE 02（MISSION02）                                    | 2012年4月22日 |            | 零證據的謀殺!完美犯罪解開!!                                           | 木村ひさし        | 16.9%  |
| CASE 03（MISSION03）                                    | 2012年4月29日 |            | 自我為中心的男人vs奇怪的女人                                          | 吉田健            | 10.9%  |
| CASE 04（MISSION04）                                    | 2012年5月6日  |            | 最大的危機!!冒失鬼（ATARU）拉致&天才鑑定人的陷阱                      | 吉田健            | 13.8%  |
| CASE 05（MISSION05）                                    | 2012年5月13日 |            | 真的隱形人事件                                                        | 木村ひさし        | 14.5%  |
| CASE 06（MISSION06）                                    | 2012年5月20日 |            | 絶對音感的未知殺人意圖                                                | 韓哲              | 17.4%  |
| CASE 07（MISSION07）                                    | 2012年5月27日 |            | 告別男人的關係!!殺人刑事                                              | 木村ひさし        | 13.5%  |
| CASE 08（MISSION08）                                    | 2012年6月3日  |            | 冒失鬼（ATARU）的真面目與目的!!                                       | 吉田健            | 14.7%  |
| CASE 09（MISSION09）                                    | 2012年6月10日 |            | 幼兒虐待!!然而喜歡的還是媽媽                                          | 韓哲              | 17.1%  |
| CASE 10（MISSION10）                                    | 2012年6月17日 |            | 只有父親知道的殺人手法                                                | 木村ひさし        | 13.5%  |
| LAST CASE （LAST MISSION）                              | 2012年6月24日 |            | 永別冒失鬼（ATARU）!!母親過世的真相                                   | 木村ひさし        | 17.4%  |
| 平均收視率15.4%（收視率由Video Research於關東地區統計） |               |            |                                                                       |                   |        |
| ATARU特別篇 〜來自紐約的挑戰書!!〜                      | 2013年1月6日  |            | 捨山偵探社物語 〜「阿南公太君誘拐事件」冒失鬼（ATARU）挑戰對手們!!!〜 | 木村ひさし 瀧悠輔 | 10.4%  |
| ATARU特別篇 〜來自紐約的挑戰書!!〜                      | 2013年1月6日  |            | ATARU 完全新作特別篇「來自紐約的挑戰書!!」                            | 韓哲              | 15.9%  |

## 主題曲
- 椎名林檎「自由嚮導」

## 電影版
- 『ATARU THE FIRST LOVE & THE LAST KILL』2013年9月14日在日本上映。

### 電影版登場人物
- Alessandro Carolina Madoka - 堀北真希（香港配音：鄭麗麗）
- 星秋穗 - 松雪泰子（香港配音：陸惠玲）
- 松原阿蓮 - 前田美波里（香港配音：梁少霞）

| 上一届： 《風起》 | 2013年日本週末票房冠軍 第37周 | 下一届： 《神偷奶爸2》 |